# Uloborus minutus
Espèce
Uloborus minutus est une espèce d'araignées aranéomorphes de la famille des Uloboridae.

## Distribution
Cette espèce est endémique du Brésil.

## Publication originale
- Mello-Leitão, 1915 : Alguns generos e especies novas de araneidos do Brasil. Brotéria, Série zoológica, vol. 13, p. 129-142.